# Tauț
Tauț – wieś w Rumunii, w okręgu Arad, w gminie Tauț. W 2011 roku liczyła 756 mieszkańców. 